# Famille von Larisch
Pour les articles homonymes, voir Larisch.
La famille von Larisch est une ancienne famille noble de Haute-Silésie de Gläsen près d'Oberglogau. À ce jour, la famille se compose de branches nobles, baronniales et comtales.

## Histoire
Le premier membre de la famille dont l'existence est attestée par un document est Gottfried de Glezyn, mentionné le 6 décembre 1279 comme fils d'Arnold et bailli de Brzesko. C'est également avec lui que commence la lignée. Conradus de Glezyn apparaît le 2 février 1298 comme "advocatus hereditarius in Glogovia", c'est-à-dire comme bailli héréditaire d'Oberglogau. Depuis 1368, plusieurs générations se sont succédé avec le prénom Hilarius (vulgo Larisch), de sorte que le nom de famille Larisch s'est formé en supprimant le nom de famille d'origine Gläsen/Glezyn. La famille est très répandue aussi bien dans la partie prussienne que dans la partie autrichienne de la Silésie ainsi que dans le comté de Glatz. Elle existe encore aujourd'hui.

### Ellguth
La branche d'Ellguth de la famille est élevée au rang de baron de Bohême le 4 août 1654 (pour Johann Friedrich Larisch auf Karwin, gouverneur impérial du duché de Teschen). Le petit-fils de ce dernier, Franz baron von Larisch, également gouverneur de Teschen, est élevé au rang de comte de Bohême le 24 avril 1748 pour son soutien à Marie-Thérèse lors de la seconde guerre de Silésie. Le 24 janvier 1791, l'empereur Léopold II accorde au comte Johann von Larisch l'union de son nom et de ses armoiries avec ceux de la famille von Mönnich sous le nom de comte Larisch von Moennich. La Prusse reconnaît également le titre autrichien, même si ce n'est que le 25 juin 1900, par l'intermédiaire de l'empereur Guillaume II, sous le nom de comte Larisch von Mönnich.

### Groß-Nimsdorff
Pour la branche de Groß Nimsdorf, la Prusse a déjà accordé le 3 février 1830 l'autorisation de porter le nom de Larisch et Groß-Nimbsdorff pour l'ensemble de la lignée en Silésie. De cette lignée, Adrian von Larisch und Großnimsdorff reçoit ensuite en Autriche l'autorisation de porter le nom de baron von Larisch und Großnimsdorff à Bulowice, en Galicie, après que la maison Gross-Stein de la branche de Groß-Nimsdorff a déjà été élevée au rang de baron de Bohême depuis le 22 avril 1720.

## Possessions
La famille von Larisch vit en Bohême, en Moravie et en Silésie.
Au XVIIIe siècle, la branche protestante de la famille possède le manoir de Dzielna près de Ciasna, arrondissement de Lublinitz, d'où sont originaires les généraux prussiens Johann Karl Leopold von Larisch (1734–1811) et Wilhelm Christian von Larisch (de) (1743–1823). En outre, Brodek (arrondissement de Rybnik), d'où est originaire le général de division prussien Johann Leopold Konstantin von Larisch (de) (1752–1815), et jusqu'en 1795 Niewiadom (de) dans le duché de Ratibor et la seigneurie de Bielau.
Dans le duché de Teschen, la branche catholique - comtale à partir de 1748 - possède depuis le milieu du XVIe siècle le domaine de Karwin, que Georg von Larisch (1533-1588) a obtenu par son mariage avec Sophia Rudzka. La propriété est ensuite élargie par des héritages et des achats. Henri Ferdinand (1653-1730) en fait un fidéicommis familial, auquel s'ajoutent les domaines d'Albersdorf et d'Ober-Tierlitzko (Horní Těrlicko). Johann Franz (1738–1792) étend la propriété pour inclure Petřvald, Dolní Lutyně (Deutsch Leuten) et Fryštát (Freistadt) à la propriété, mais les premières tentatives d'exploitation minière ne sont pas encore rentables.
Par son mariage avec Anna María von Mönnich, Johann Joseph (1766–1820) reçoit les domaines de Raduň, Studénka et Rychvald (Reichwaldau), achète le domaine endetté de Bravantice (Brosdorf) en 1797 et le domaine de Dolní Životice (Schönstein) en 1800. Raduň, Studénka et Bravantice reviennent à sa fille Marie (1801-1889) par l'intermédiaire de son mari, le prince Gebhard Bernhard Carl von Blücher (de).

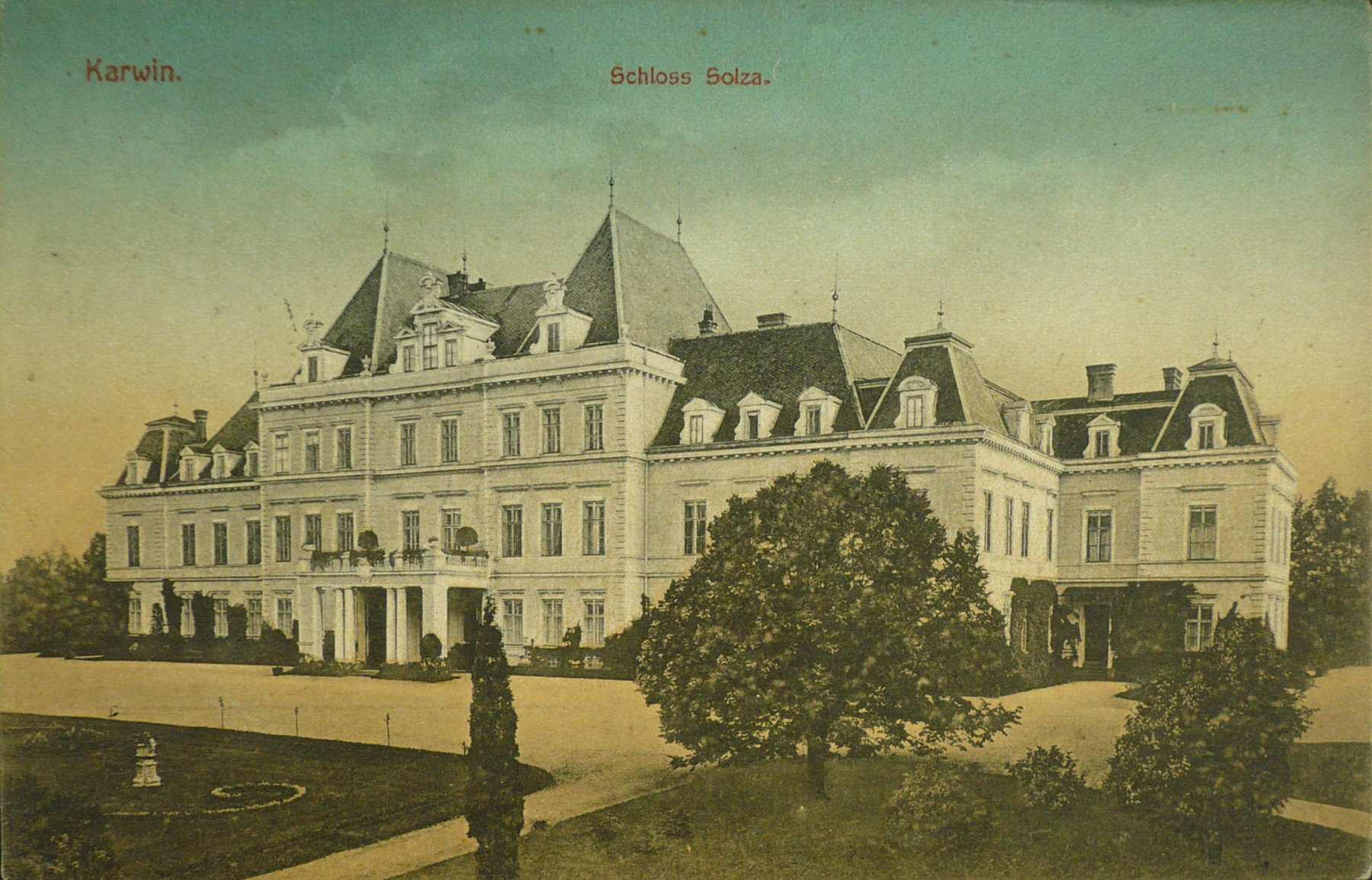
Château de Solza à Karwin

À partir des années 1830, la prospérité et la réputation de la famille augmentent considérablement grâce à l'exploitation de la houille à Karwin et Petřvald ; au XIXe siècle, grâce à l'exploitation minière et à d'autres entreprises industrielles, les Larisch font partie des familles nobles les plus riches de la monarchie des Habsbourg. Johann Larisch von Moennich (de) (1821-1884) de Schönstein, développe les activités minières et devient ministre des finances autrichien. Son fils, le grand industriel Heinrich Larisch von Moennich (de) (1850-1918) est gouverneur du duché autrichien de Silésie à partir de 1886. En 1897, il est l'un des fondateurs de l'Association centrale des propriétaires de mines d'Autriche, dont il reste le président jusqu'à sa mort en 1918. Outre de nombreuses mines de charbon, une usine de zinc blanc à Peterwald et une usine de soude, il possède le siège de Karwin (où il habite le château de Solza), de nombreux biens en Silésie autrichienne (en plus de Karwin également Steinau, Albersdorf et Tzerlitzko) et la fidéicommis de Freistadt, Deutsch-Leuten, Markdorf, Piersna, Oderberg, Ober- und Niederseibersdorf, Schönhof, Roy et Ernsdorf, tous également situés dans la partie autrichienne de la Silésie. Il est également propriétaire de Bluschczan et Rogau dans l'arrondissement de Ratibor (de), ainsi que propriétaire terrien de Klein-Gorschütz, Lazisk et Godow, tous situés en Silésie prussienne.
Du milieu du XVIIIe siècle jusqu'en 1897 environ, le domaine de Kümmritz en Basse-Lusace est aux mains de la famille.
De 1937 à 1945, la famille possède le domaine et le château de Waltsch en Tchécoslovaquie. En 1945, leurs biens en Tchécoslovaquie sont nationalisés, leur valeur étant alors estimée à trois milliards et demi de couronnes. Aujourd'hui, des membres de la famille vivent en Autriche et en Amérique du Sud.

## Armes

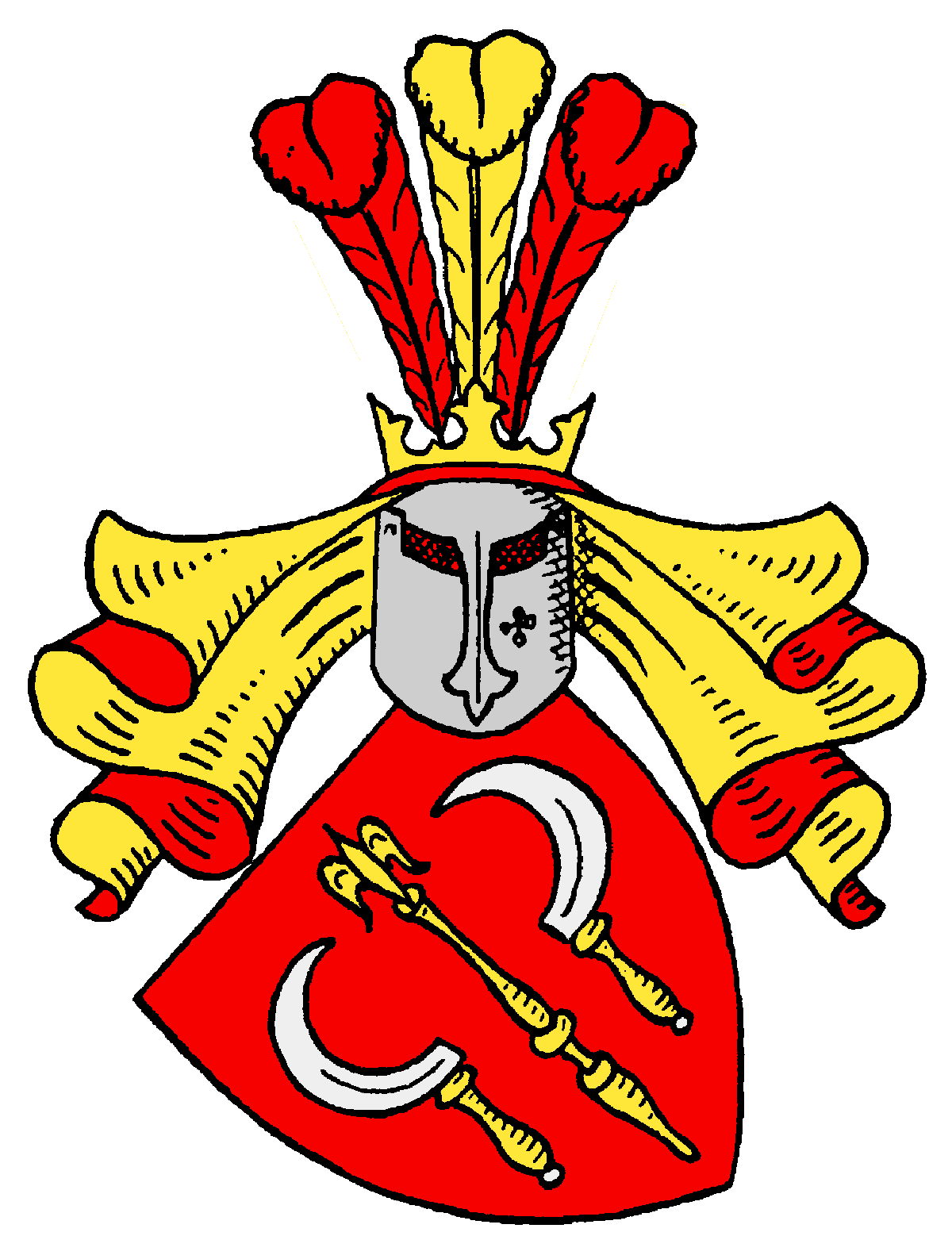
Armoiries de la famille von Larisch

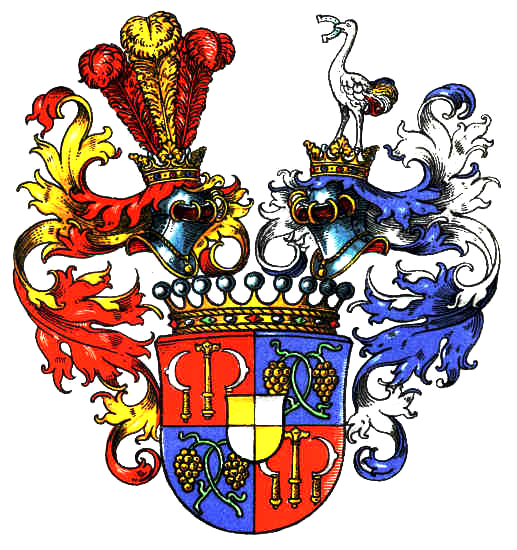
Armoiries du comte Larisch von Mönnich, 1791

Le blason de la famille montre un sceptre de lys doré dressé en rouge entre deux couteaux de vigneron (faucilles) en argent à pointe d'or avec leurs lames face à face. Sur le casque avec des lambrequins de gueules et dorées, trois plumes d'autruche (rouge-or-rouge).
Le blason des comtes Larisch von Mönnich de 1791 est écartelé et recouvert d'un écusson en cœur entouré d'or et d'argent. Les champs 1 et 4 montrent les armoiries de la famille, 2 et 3 en bleu deux grappes de raisin avec leurs vrilles dorées. À droite le casque principal, à gauche le casque bleu et argent couvre une autruche naturelle avec un fer à cheval noir dans son bec.

## Personnalités
- Maximillian von Larisch-Rokitsch (1708–1799), général de division, fondateur de la branche de Kümmritz
- Johann Karl Leopold von Larisch (1734–1811), lieutenant général prussien
- Wilhelm Christian von Larisch (de) (1743–1823), lieutenant général prussien
- Johann Leopold Konstantin von Larisch (de) (1752–1815), général de division prussien
- Joseph von Larisch (de) (1777-1841), général de division prussien
- Aloysia von Eichendorff (de) (1792–1855), née Freiin von Larisch, épouse du poète-juriste Joseph von Eichendorff
- Alfred von Larisch (1819–1897), homme d'État de Saxe-Altenbourg et Anhalt
- Johann Larisch von Moennich (de) (1821–1884), ministre autrichien des Finances
- Karl von Larisch (1824-1903), général de cavalerie prussien ; frère d'Alfred von Larisch
  - Alfred von Larisch (1856–1952), général d'infanterie
    - Nikolaus von Larisch (1900-1962), planteur, propriétaire agricole, gérant de la plantation de café Roca Canzele (Angola)
- Heinrich Larisch von Moennich (de) (1850-1918), industriel autrichien, député héréditaire de la chambre des seigneurs d'Autriche
- Alexander von Larisch (de) (1854-1932), général d'artillerie saxon
- Marie von Wallersee-Larisch (1858–1940), divorcée comtesse Larisch von Moennich, nièce de l'impératrice Élisabeth d'Autriche
- Heribert von Larisch (1894–1972), lieutenant général